# Fatma Aliye Topuz
Fatma Aliye Topuz (spesso conosciuta semplicemente come Fatma Aliye o Fatma Aliye Hanım; Istanbul, 9 ottobre 1862 – Istanbul, 13 luglio 1936) è stata una scrittrice turca.
Viene ritenuta la prima scrittrice della letteratura turca e del mondo islamico.

## Biografia

### Infanzia e studi
Fatma Aliye era la secondogenita del funzionario Ahmed Cevdet e di sua moglie Adviye Rabia Hanım. I suoi fratelli erano Ali Sedat ed Emine Semiye. Per via del lavoro di suo padre visse dal 1866 al 1868 ad Aleppo, poi sei mesi nel 1875 a Giannina e nove mesi nel 1878 a Damasco. Venne istruita in modo informale a casa, poiché a quel tempo non era comune per le ragazze iscriversi a scuola, seppur non vi fossero restrizioni al riguardo. Spinta da una forte curiosità apprese molto bene l'arabo e il francese.
Nel 1879 sposò il capitano maggiore Mehmet Faik Bey, aiutante di campo del sultano Abdul Hamid II e nipote di Gazi Osman Pascià, l'eroe dell'assedio di Pleven del 1877. Dall'unione nacquero quattro figlie: Hatice (nata nel 1880), Ayşe (nata nel 1884), Nimet (nata nel 1900) e Zübeyde İsmet (nata nel 1901).
Suo marito era una persona meno incline alla letteratura rispetto a lei, tant'è che durante i primi anni di matrimonio non le permise di leggere romanzi in lingua straniera.

### Carriera letteraria
Esordì in campo letterario nel 1889 con la traduzione del romanzo Volonté di Georges Ohnet dal francese al turco con il titolo Meram. Il libro venne pubblicato con lo pseudonimo Bir Hanım ("Una signora"). Attrasse l'attenzione dello scrittore Ahmed Midhat, il quale la definì "sua figlia onoraria" sul quotidiano Tercüman-ı Hakikat. Successivamente si avvalse dello pseudonimo Mütercime-i Meram ("La traduttrice di Volonté).
Nel 1894 fu coautrice del romanzo Hayal ve Hakikat ("Sogno e verità") insieme ad Ahmed Midhat. In questa occasione si occupò di scrivere i passaggi dell'eroina, mentre quelli del personaggio maschile vennero scritti da Midhat. L'opera venne accreditata a Bir Kadın ve Ahmet Mithat ("Una donna e Ahmed Midhat"). In seguito a questo romanzo congiunto i due autori intrapresero una lunga corrispondenza epistolare che venne poi pubblicata sul quotidiano Tercüman-ı Hakikat.
Fatma Aliye pubblicò per la prima volta con il suo vero nome il romanzo Muhazarat ("Informazioni utili") nel 1892. L'opera si prefiggeva di confutare la convinzione secondo cui una donna non possa dimenticare il suo primo amore. Ristampata nel 1908, quest'opera fu il primo romanzo dell'impero ottomano scritto da una donna.
Il suo terzo romanzo Udi pubblicato nel 1899 parla di una suonatrice di oud dal matrimonio infelice che Fatma Aliye incontrò ad Aleppo. Il romanziere Reşat Nuri Güntekin definì quest'opera come una delle più importanti che accrebbero il suo interesse per la letteratura.
Tra gli altri suoi romanzi figurano Raf'et (1898), Enin (1910) e Levaih-i Hayat. Le tematiche principali riguardano il matrimonio, l'armonia tra i coniugi, l'amore e l'affetto, nonché l'importanza del corteggiamento in contrasto al matrimonio combinato. Pose attenzione all'individualismo ideando eroine indipendenti e autosufficienti, in grado di guadagnare e mantenersi senza bisogno di un uomo.
Il suo saggio Nisvan-ı İslâm venne tradotto in francese con il titolo Les femmes muselmannes da Olg'a Sergeevna Lebedeva. Il suo lavoro riscosse una grande eco mediatica a Parigi in seguito a una recensione di Émile Julliard su un giornale francese. Le sue opere vennero esposte presso la biblioteca della Fiera Colombiana di Chicago del 1893 e furono censite nel catalogo della Biblioteca delle donne della fiera. Ciò nonostante, dopo la seconda era costituzionale iniziò a essere sempre più dimenticata.
Nel 1914 pubblicò il suo libro Ahmed Cevdet Paşa ve Zamanı in difesa di suo padre dagli attacchi politici. L'opera intendeva presentare la scena politica dopo la seconda era costituzionale, tuttavia per via delle sue tesi controverse venne censurata.

### L'attivismo

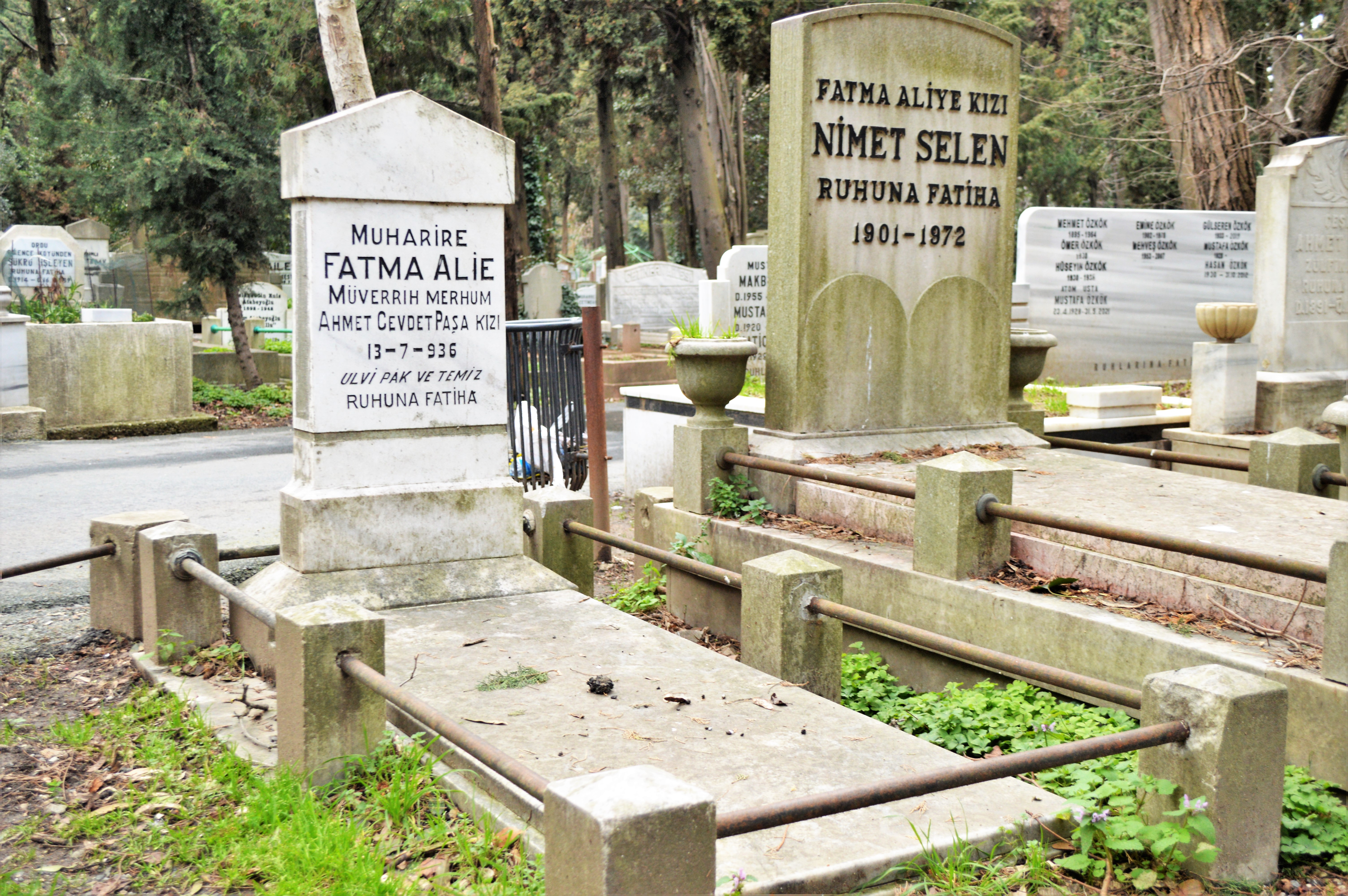
La tomba di Fatma Aliye Topuz nel cimitero di Feriköy a Istanbul

Fatma Aliye scrisse per tredici anni tra il 1895 e il 1908 sulla rivista Hanımlara Mahsus Gazete riguardo ai diritti delle donne, senza però rinunciare alle sue opinioni conservatrici. Anche sua sorella Emine Semiye Önasya (1864-1944), una delle prime femministe turche, fu tra le donne che figurarono tra le redattrici della rivista.
Nel suo libro del 1896 Nisvan-ı İslam ("Donne dell'Islam"), Fatma Aliye spiegò la situazione delle donne musulmane al mondo occidentale. Come scritto nelle colonne della sua rivista, in questo libro difese le tradizioni conservatrici in netta contrapposizione ai personaggi moderni tipici dei suoi romanzi.
Attiva anche nel campo della beneficenza, dopo la guerra greco-turca fondò nel 1897 la Nisvan-ı Osmaniye İmdat Cemiyeti, una delle prime organizzazioni femminili del paese, per sostenere le famiglie dei soldati. Per le sue attività umanitarie fu insignita del Şefkat Nişanı dal sultano Abdul Hamid II nel 1899. Divenne anche il primo membro femminile della "Osmanlı Hilal-i Ahmer Cemiyeti" (la Croce Rossa ottomana) e lavorò per il "Müdafaa-i Milliye Osmanlı Kadınlar Heyeti" (Comitato delle donne ottomane per la difesa nazionale), fondato dopo la guerra italo-turca e le guerre balcaniche negli anni '10 del Novecento.

### Ultimi anni
Fatma Aliye adottò il cognome Topuz dopo l'introduzione della legge sul cognome promulgata il 21 giugno 1934. Dopo aver vissuto i suoi ultimi anni in cattive condizioni di salute e in difficoltà finanziarie, morì il 13 luglio 1936 a Istanbul. È sepolta nel cimitero di Feriköy.

## Riconoscimento e controversie

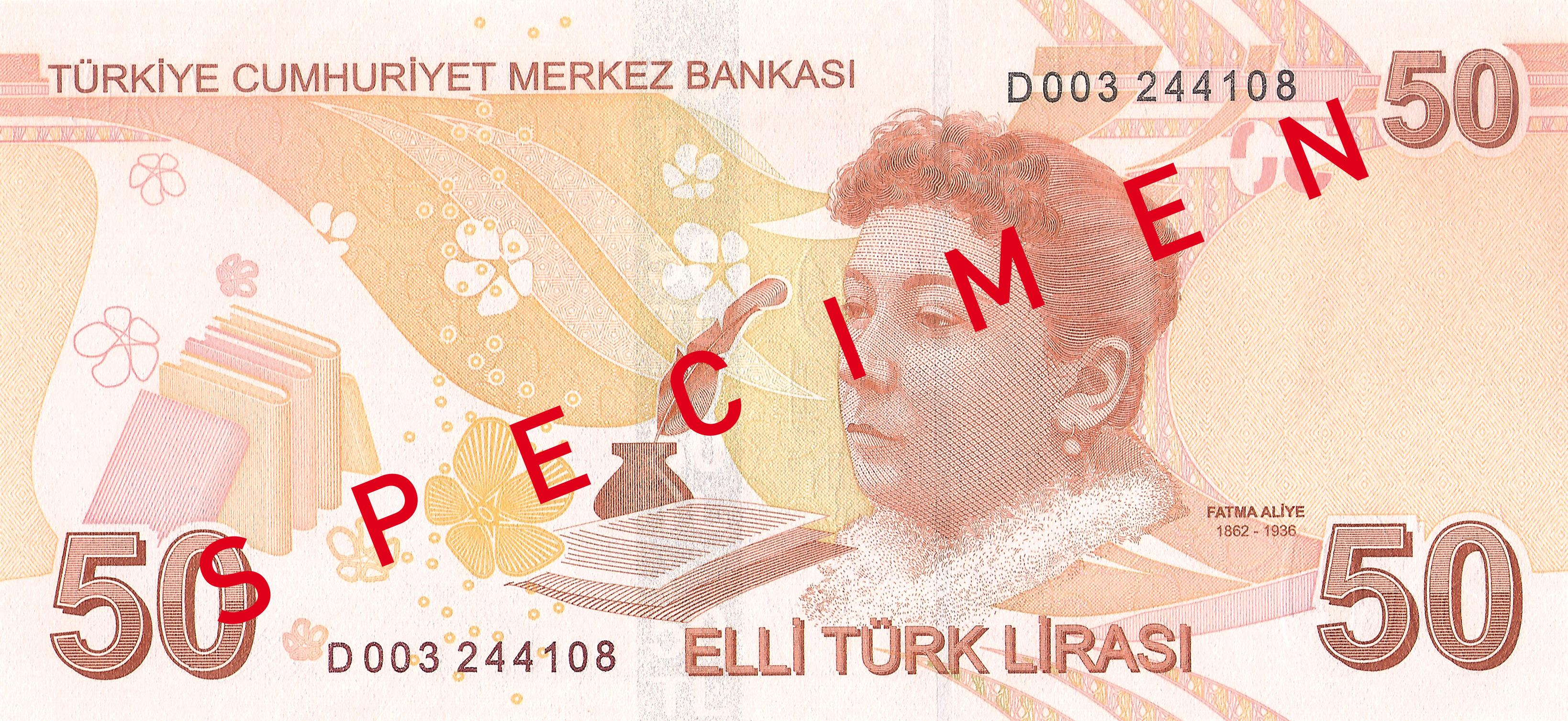
Rovescio della banconota da 50 lire raffigurante Fatma Aliye (2009)

Sebbene Zafer Hanim avesse scritto il suo romanzo Aşk-ı Vatan nel 1877, anni prima di Fatma Aliye Hanım, non viene riconosciuta come la prima scrittrice turca, in quanto la sua unica opera pubblicata non la renderebbe una scrittrice a pieno titolo.
Fatma Aliye è raffigurata sul retro della banconota da 50 lire turche emessa nel 2009. Tuttavia la decisione della Banca centrale turca destò molte polemiche tra i letterati e gli storici turchi. I critici di tale decisione sostenevano che scrittrici come Halide Edib Adıvar o Afet İnan dell'era repubblicana fossero più appropriate per poter apparire su una banconota rispetto a Fatma Aliye, la quale aveva difeso le sue idee sui diritti delle donne nel contesto della shari'a opponendosi alle riforme di Atatürk.

## Opere

### Romanzi
- Muhazarat (1892)
- Hayal ve Hakikat (1894)
- Raf'et (1898)
- Udi (1899)
- Enin (1910)
- Levaih-i Hayat

### Traduzioni
- Meram (1890), traduzione dal francese del romanzo di Georges Ohnet Volonté (1888)

### Saggi
- Namdaran-ı Zenan-ı İslamıyan (1895)
- Osmanlıda Kadın: "Cariyelik, Çokeşlilik, Moda"
- Con Mahmud Esad, Taaddüd-i Zevcat
- Nisvan-ı İslam (1896), tradotto in francese col titolo Les femmes muselmannes
- Teracim-i Ahval-ı Felasife (1900)
- Tedkik-i Ecsam (1901)
- Ahmed Cevdet Paşa ve Zamanı (1914)
- Kosova Zaferi / Ankara Hezimeti: Tarih-i Osmaninin Bir Devre-i Mühimmesi (1915)